# Maison du Griffon
La maison du Griffon est un édifice de l’époque romane situé à Figeac, dans le département français du Lot en région Occitanie. Cette petite maison emblématique de la cité est présentée comme le plus ancien bâtiment de la ville de Figeac.

## Localisation
La maison du Griffon est située de nos jours 4 place Champollion, au cœur de la ville ancienne de la sous-préfecture lotoise. Localisée sur la partie supérieure de la place, la maison est largement ouverte sur cette dernière, légèrement avancée par rapport à l’alignement des façades voisines. L’édifice est confinée au nord et à l’est par d’autres parcelles d’habitation. Située à l'angle de la rue Boutaric ascendante à l’église Notre-Dame-du-Puy et de la place Champollion, elle fait face au Musée des écritures du Monde.
La maison du Griffon ne doit pas être confondue avec la tour du Griffon qui est un élément constitutif de la commanderie des Templiers de Figeac située à quelques encablures (39-45 rue Gambetta).

## Historique
La maison du Griffon fut édifiée au milieu du XIIe siècle, vers 1175 selon les dernières estimations, alors que la ville connait une croissance démographique et économique importante.
Devenue ville abbatiale en 1093, Figeac s’émancipe de la juridiction de l'abbatiale de Sainte-Foy de Conques. Contrairement à Conques, elle jouit d’un emplacement géographiquement privilégié dans la vallée du Célé. Figeac accueille les marchands qui transitent sur les routes reliant l’Auvergne au bassin aquitain, Le limousin au midi, Le Rouergue au Massif central. La cité se trouve également sur le chemin de Saint-Jacques-de-Compostelle par la Via Podiensis, ce qui contribue à son essor intellectuel. Pour soutenir ses activités marchandes et religieuses, Figeac se dote de nouveaux quartiers en périphérie de l’enclos abbatial. Bâtie au croisement de la route du nord (actuelle rue de Colomb) et de la route de l’est (actuelle rue Emile Zola) la maison du griffon témoigne de cette période florissante. L’urbanisme de la ville naissante débute entre les deux pôles religieux de l’abbaye Saint-Sauveur et Notre-Dame-du-Puy. La place Champollion qui se nomme alors place de l’Avoine (puis place Haute) se trouve à équidistance de ses deux sites. Si on ignore l’identité des commanditaires, on peut supposer qu’ils étaient commerçants. En effet, l’emplacement et l’architecture de la maison confirme la vocation commerciale du bâtiment.
Elle accueille toujours un local commercial Le tabac du Griffon. La maison est également appelée Maison Peyriere du nom de ses propriétaires depuis 1908.

## Architecture et description
Témoignage de l’architecture civile de la période romane du sud de la France, la maison du Griffon est un symbole de l’architecture figeacoise. La maison repose sur une parcelle d’environ 8 mètres sur 8 et s’élève à 10 mètres de haut. Elle est légèrement de forme trapézoïdale (le mur nord mesurant un mètre de moins que celui donnant sur la place). L’immeuble a subi quelques modifications depuis sa création avec notamment la création d’un entresol et de fenêtres modernes. Le retrait de l’enduit au début du XXe siècle puis de la devanture bois sur la partie commerciale en 1996 permet de rendre à la façade un aspect globalement bien conservé. Comme les autres demeures qui l’entourent, elle est construite de blocs de grès clairs présentant un grain assez fin. Cette homogénéité géologique permet de former un ensemble cohérent avec les maisons mitoyennes malgré des caractéristiques architecturales qui trahissent son antériorité.

### Le premier niveau
Le bâtiment se présente avec un rez-de-chaussée en grès de moyen appareil ouvert par deux arches en arc brisés. Sur la façade de la rue Boutaric, on distingue les moulures d’une troisième arche qui fut rebouchée. Au dessus des arches, les emplacements des coffrages destinés à supporter les poutres de l’auvent pour abriter les chalandises sont encore visibles. L’entresol d’une hauteur de 2 mètres environ (185 cm sous poutre) date du XIXe siècle.

### Le deuxième niveau
La partie habitation, accessible depuis la rue Boutaric, est démarquée du magasin par un épais cordon régnant. Ces moulures servent de linteau aux quatre fenêtres ternées à colonnettes sur lesquelles elles reposaient. Elles sont aujourd’hui grossièrement comblées au profit de fenêtres modernes. L’arcature trapue des fenêtres d’origine illustre la réticences à trop ouvrir les murs. Plus modestes que les percements des maisons alentour (fenêtres géminées gothique de la Maison dite des Templiers, 5 place Champollion) elle donne à voir un ornement sculpté marqué par la stylistique de la période romane. Illustration de l’art roman, le griffon qui orne l’un des deux chapiteaux encore visibles. L’animal fantastique mi-rapace mi-félin est fréquemment convoqué pour décorer les édifices de style roman.

### Troisième niveau et Solheilo
Le troisième niveau est matérialisé par la présence de modillon (gargouilles) qui supportaient un encorbellement en pans-de-bois faisant gagner de la place aux étages supérieurs. Au XVIIe siècle, les pans de bois du second étage ont laissé place à une maçonnerie de blocs aux dimensions régulières. Les structures mixtes de pierre et de bois permettaient, outre l’accroissement de la superficie, de réduire les coûts de construction et fiscaux. Le bois était plus économique que la pierre et le calcul de l’impôt se basait sur la surface de la maison au sol.
Ces quatre niveaux confèrent un aménagement exceptionnel pour une maison médiévale.
Cette maison est fréquemment comparée à la maison romane de Saint-Antonin-Noble-Valen Tarn-et-Garonne dont la datation est similaire.
La maison est inscrite au titre des monuments historiques par arrêté du 4 avril 1996.